# Le Lien sacré
Pour plus de détails, voir Fiche technique et Distribution.

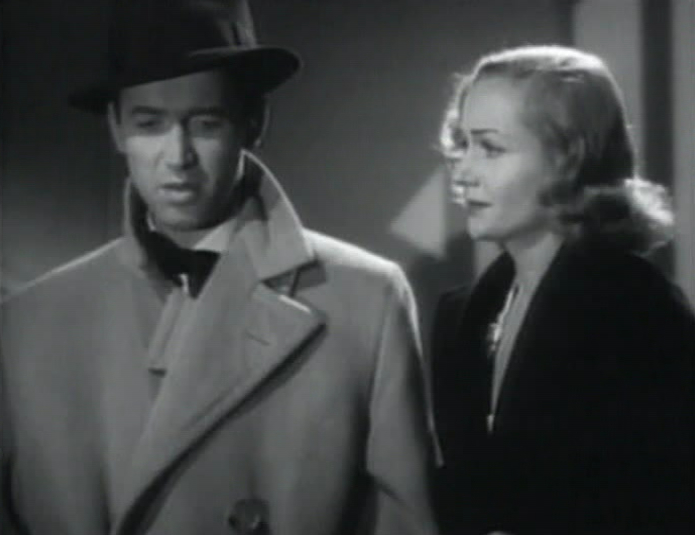
James Stewart et Carole Lombard.

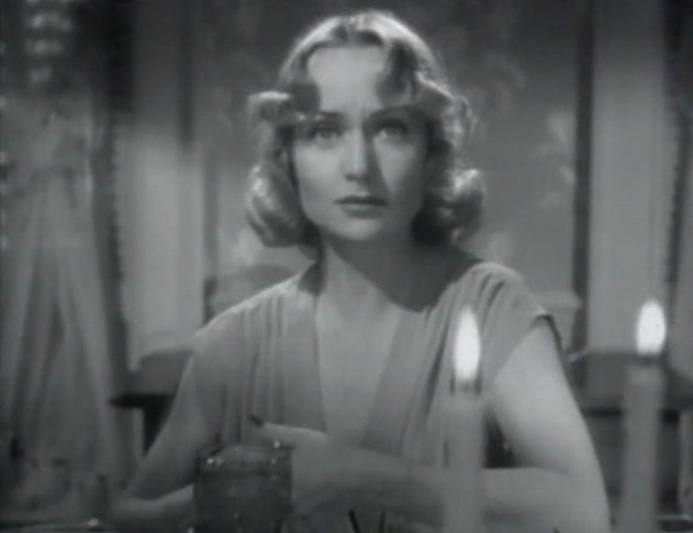
Carole Lombard.

Le Lien sacré (Made for Each Other) est un film américain réalisé par John Cromwell, sorti en 1939.

## Synopsis
John Horace Mason, jeune avocat, fait la rencontre de Jane qu'il épouse sur un coup de cœur. Après une tentative de voyage vers la France à bord du Normandie, le couple reste à New-York et affronte la mère de John qui désapprouve fortement ce mariage, mais l'avocat pense que tout ira mieux lorsqu'il aura créé son cabinet. Malheureusement, ses espoirs sont vite déçus de ce côté-là. L'arrivée d'un enfant dans le ménage n'arrange pas les choses.

## Fiche technique
- Titre : Le Lien sacré
- Titre original : Made for Each Other
- Réalisation : John Cromwell
- Scénario : Jo Swerling d'après une histoire de Rose Franken
- Producteur : David O. Selznick
- Société de production : Selznick International Pictures
- Société de distribution : United Artists
- Photographie : Leon Shamroy
- Musique : Oscar Levant, David Buttolph, Louis Forbes et Hugo Friedhofer
- Direction artistique : William Cameron Menzies
- Décors : Lyle R. Wheeler
- Costumes : Travis Banton
- Montage : Hal C. Kern et James E. Newcom
- Pays d'origine : États-Unis
- Format : Noir et blanc - Son : Mono (Western Electric Noiseless Recording)
- Genre : Comédie dramatique
- Durée : 92 minutes
- Date de sortie :
  - États-Unis : 10 février 1939

## Distribution
- Carole Lombard : Jane Mason
- James Stewart : John Horace 'Johnny' Mason
- Charles Coburn : Juge Joseph M. Doolittle
- Lucile Watson : Mme Harriet Mason
- Eddie Quillan : Conway
- Alma Kruger : Sœur Madeline
- Ward Bond : Jim Hatton
- Louise Beavers : Lily

Acteurs non crédités
- Esther Dale : Annie (la cuisinière)
- Harry Davenport : Dr. Healy
- Fern Emmett : L'épouse du fermier
- Olin Howland : Le fermier
- Arthur Hoyt : Le président du jury
- Tom London : Un ranger
- Ivan F. Simpson : Simon (frère du juge Doolittle)
- Marjorie Wood : Une infirmière